# 崔永林
崔永林（又译崔英林，1930年11月20日—），曾任朝鲜民主主义人民共和国内阁总理。
崔永林出生于朝鲜咸镜北道慶興郡，1950年应征参加朝鲜人民军。曾先后毕业于万景台革命学院、金日成综合大学、莫斯科国立大学。
1980年开始担任金日成主席秘书室责任书记。1990年召开的朝鲜最高人民会议第9届1次会议任命他为朝鲜民主主义人民共和国政务院副总理兼国家计划委员会委员长，1992年后兼任政务院金属工业部部长。1998年起开始担任朝鲜民主主义人民共和国中央检察所所长。2005年被选为朝鲜最高人民会议常任委员会秘书长。2009年当选劳动党平壤市委员会责任书记。2010年6月，在第12届朝鲜最高人民会议第三次会议上接替金英日担任内阁总理。 2010年9月，在朝鲜劳动党代表会议上当选朝鲜劳动党中央政治局常务委员会委员。
2013年4月1日，崔永林被任命为朝鲜最高人民会议常任委员会名誉副委员长。

## 崔永林内阁
副总理：
卢斗哲，康能洙，赵秉洙，姜锡柱，李武荣，金勇镇，李承镐，李铁万，金仁植，全胜勋
各委员会：
- 国家教育委员会委员长：金胜斗
- 国家价格制定委员会委员长：梁益京
- 国家计划委员会委员长：卢斗哲
- 国家科学技术委员会委员长：崔相建
- 国家质量监督委员会委员长：崔光来
- 首都建设委员会委员长：金仁植
- 国家合营投资委员会委员长：李光根

各部：
- 建设建材工业省：董正浩
- 轻工业省：安正洙
- 国家建设监督省：金锡俊
- 国家检阅省：金义淳
- 国家资源开发省：李春三
- 国土环境保护省：金昌龙
- 金属工业省：金勇光
- 机械工业省：李钟国
- 劳动省：郑永秀
- 农业省：黄珉
- 都市经营省：黄学远
- 贸易省：李龙男
- 文化省：洪光淳
- 保健省：崔昌植
- 商业省：李成浩
- 煤炭工业省：林南秀
- 收买粮政省：文应兆
- 水产省：朴泰元
- 食品日用品工业省：赵英哲
- 外务省：朴义春
- 原油工业省：金熙英
- 陆海运省：姜鍾寬
- 林业省：金光永
- 财政省：崔光镇
- 电力工业省：金萬秀
- 电子工业省：金在成
- 采掘工业省：姜敏哲
- 铁道省：全吉洙
- 递信省：沈哲浩
- 体育省：李忠武
- 化学工业省：李武荣

其它：
- 内阁事务局：金英浩
- 中央统计局：金昌洙
- 国家科学院：張哲
- 社会科学院：李惠正
- 中央银行：白龍天